# Karin Andersen
Karin Andersen (9 de diciembre de 1927-3 de julio de 2013) fue una actriz alemana.

## Biografía
Su verdadero nombre era Karin Lydia Luise Niedermaier, también conocida como Karin Klinger, y nació en Ciudad de Brandeburgo, Alemania, siendo sus padres el jefe de policía Franz Niedermaier y su esposa, Margarete Lau. En sus comienzos ella trabajó como fotógrafa y en labores de animación. Precisamente como fotógrafa colaboraba en una película de género criminal en 1950, cuando conoció al actor Paul Klinger, 20 años mayor que ella. La pareja contrajo matrimonio en 1954, y permaneció unida hasta la muerte de él en 1971 a causa de un infarto agudo de miocardio. Tuvieron dos hijos, Christine (nacida en 1953) y Michael (nacido en 1958).  
En 1951, Andersen, que había tomado clases privadas de actuación, obtuvo un primer papel de reparto en el film Das späte Mädchen (1951). Otras películas en las que actuó fueron Nachts auf den Straßen (con Hans Albers) y Alle kann man nicht heiraten. Sin embargo, fue conocida por el gran público gracias a las producciones Hochzeit auf Immenhof y Ferien auf Immenhof, en las que actuó junto a su esposo. Posteriormente se retiró, dedicándose a su vida privada. 
En los años siguientes Andersen, que utilizaba el nombre "Karin Klinger", vivió en Söcking, junto al Lago de Starnberg. Su hijo Michael Klinksik ha realizado numerosos documentales para la televisión alemana.
Karin Andersen falleció en Baviera en el año 2013. El 15 de julio de ese año fue enterrada en el Cementerio de Söcking, donde se encuentra la tumba de su marido.

## Filmografía
- 1951 : Das späte Mädchen
- 1952 : Nachts auf den Straßen
- 1952 : Alle kann ich nicht heiraten
- 1953 : Skandal im Mädchenpensionat
- 1953 : Unter den Sternen von Capri
- 1956 : Hochzeit auf Immenhof
- 1957 : Ferien auf Immenhof